# International Association of Agricultural Students
| Sitz                               | Leuven, Belgien                                      |
| Gründungsjahr                      | 1957                                                 |
| Amtssprache                        | Englisch, Spanisch                                   |
| Präsident                          | Josipa Arapović, Kroatien                            |
| Vize-Präsident für Kommunikation   | Sam Raeymaekers, Belgien                             |
| Vize-Präsidentin für Austausch     | Steven Adams, Belgien                                |
| Vize-Präsident für Finanzen        | Giannis Chaniotakis, Griechenland                    |
| Vize-Präsidentin für Partnerschaft | Dicky Hasian Zulkarnain, Indonesien                  |
| Aufsichtsrat („Control Committee“) | Genna Tesdall, Yahor Vetlou, Ohemaa Agbolosoo-Mensah |
| Websites                           | iaasworld.org                                        |
| Deutschland                        | iaas-germany.de                                      |
| Schweiz                            | iaas.ethz.ch                                         |

Die International Association of Students in Agricultural and Related Sciences (IAAS) hat sich seit ihrer Gründung 1957 in Tunesien mit acht Mitgliedsländern zu einer der größten Studentenorganisationen der Welt entwickelt und ist gleichzeitig eine der wichtigsten agrarwissenschaftlichen Studentenvereinigungen. Die IAAS versammelt Studenten und junge Wissenschaftler im Bereich der Agrarwissenschaften und verwandter Bereiche wie Umweltwissenschaften, Forstwirtschaft, Ernährungs- und Lebensmittelwissenschaften, Landschaftsarchitektur usw. Die einzelnen IAAS Komitees sind verteilt auf Universitäten in über 40 Ländern.

## Ziele
Mission Statement:
Den Austausch von Erfahrungen, Wissen und Ideen zu fördern und das gegenseitige Verständnis zu verbessern zwischen Studenten im Bereich der Agrarwissenschaften und verwandter Bereiche über die ganze Welt

## Aktivitäten
Die IAAS repräsentiert Studenten in den Agrarwissenschaften und verwandten Wissenschaften auf internationalem Niveau gegenüber Universitäten, anderen relevanten Institutionen im Bereich der universitären Bildung und Nichtregierungsorganisationen wie der FAO, UNESCO, UNEP und andere. Die Organisation versteht sich gleichzeitig als Sprachrohr der Interessen und Ansichten der betroffenen Studenten sowie als Lernplattform für alle ihre Mitglieder. Mit Kongressen, Seminaren, internationalem Austausch und der Übernahme von Führungspositionen in den nationalen und internationalen Strukturen der Organisation sollen den Mitgliedern über informelles Lernen Lebenserfahrungen geboten werden, die sie an der Universität nicht erlangen können.

### Weltkongress
Der IAAS-Weltkongress findet jährlich im Juni / August statt und besteht aus der Generalversammlung und einem zweiwöchigen Seminar.

### Directors’ Meetings
Die sog. Directors’ Meetings sind, nach dem Weltkongress, die wichtigsten Treffen für die jeweiligen Regionen. Es gibt das ADM (African Directors’ Meeting), APDM (Asian Pacific Directors’ Meeting), DMA (Directors’ Meeting of the Americas) und das EDM (European Directors’ Meeting).

### Austauschprogramm
Das IAAS-Austauschprogramm bietet Studenten in den Bereichen Agrarwissenschaften und verwandter Disziplinen die Möglichkeit praktische Erfahrungen in ihrem Studienfeld zu sammeln. Praktika können in jedes Land vermittelt werden, wo es eine lokale IAAS Vertretung gibt.

### Themenbezogene Aktivitäten
Seminare, Sommerschulen, Symposia, Workshops, Exkursionen, Filmabende

### Aktivitäten zum kulturellen Austausch und Verständigung
Austauschwochen, Kulturfestivals

## Struktur

### Deutschland
IAAS Deutschland e. V. setzt sich aus zwei Komitees zusammen. Das ältere Komitee wurde an der Universität Bonn gegründet, daraufhin wurde ein zweites Komitee an der Universität Hohenheim gegründet.

### Schweiz
In der Schweiz besteht zurzeit ein Komitee an der Eidgenössischen Technischen Hochschule in Zürich.

### Österreich
Seit 2015 besteht auch an der Universität für Bodenkultur Wien wieder ein kleines Komitee und vertritt somit den IAAS Österreich.

## Partnerorganisationen

### Professionelle Partner
- ICA (Partner),[1]
- FAO, (Liaison Status seit 1972),[2]
- UNESCO, (Operational Status),[3]
- UNEP, (Liaison Status)[4]

### Studentische Partner
Im Rahmen des Informellen Forums Internationaler Studentenorganisationen (IFISO) kooperiert IAAS mit anderen studentischen Organisationen in den Bereichen project development, fundraising, strategic planning etc. Enge Verbindungen bestehen insbesondere mit folgenden Organisationen:
- IFSA
- EPSA
- EMSA
- IFMSA.